# A Bar Song (Tipsy)
Az A Bar Song (Tipsy) Shaboozey amerikai zenész kislemeze, amely 2024. április 12-én jelent meg harmadik stúdióalbumáról, a Where I’ve Been, Isn’t Where I’m Goingról. Listavezető volt Ausztráliában, Belgiumban, az Egyesült Államokban, Írországban, Kanadában, Norvégiában, illetve Svédországban, és elérte az első tíz helyet Dániában, Dél-Afrikában, az Egyesült Királyságban, Izlandon, Hollandiában, illetve Új-Zélandon.
Minden idők legsikeresebb kislemeze a Billboard Hot 100-on, az Old Town Roaddal holtversenyben, 19 hetet töltött el a slágerlista élén. A 67. Grammy-gálán jelölték Az év dala, a Legjobb country dal, a Legjobb szóló countryteljesítmény díjakra, míg Shaboozeyt jelölték Legjobb új előadó díjra.

## Slágerlisták
| Slágerlista (2024)                                | Legmagasabb pozíció |
| ------------------------------------------------- | ------------------- |
| Ausztrália (ARIA)                                 | 1                   |
| Ausztrália Country Hot 50 (The Music)             | 1                   |
| Ausztria (Ö3 Austria Top 40)                      | 3                   |
| Belgium (Ultratop 50 Flanders)                    | 1                   |
| Belgium (Ultratop 50 Wallonia)                    | 8                   |
| Csehország (Rádio Top 100)                        | 21                  |
| Csehország (Singles Digitál Top 100)              | 50                  |
| Dánia (Tracklisten)                               | 8                   |
| Dél-Afrika (TOSAC)                                | 3                   |
| Egyesült Királyság (UK Singles Chart)             | 3                   |
| Egyesült Királyság (Radiomonitor Country Airplay) | 1                   |
| Egyesült Királyság (UK Indie Chart)               | 1                   |
| Észtország (TopHit)                               | 1                   |
| FÁK (TopHit)                                      | 3                   |
| Fehéroroszország (TopHit)                         | 16                  |
| Finnország (Singlet Top 20)                       | 50                  |
| Franciaország (SNEP)                              | 84                  |
| Global 200 (Billboard)                            | 3                   |
| Görögország (IFPI Greece)                         | 85                  |
| Hollandia (Top 40)                                | 2                   |
| Hollandia (Single Top 100)                        | 8                   |
| Izland (Tónlistinn)                               | 4                   |
| Írország (IRMA)                                   | 1                   |
| Kanada (Canadian Hot 100)                         | 1                   |
| Kanada AC (Billboard)                             | 5                   |
| Kanada CHR/Top 40 (Billboard)                     | 1                   |
| Kanada Country (Billboard)                        | 1                   |
| Kanada Hot AC (Billboard)                         | 1                   |
| Kazahsztán (TopHit)                               | 7                   |
| Lengyelország (Polish Airplay Top 100)            | 29                  |
| Lettország (LaIPA)                                | 16                  |
| Lettország (LaIPA Airplay)                        | 1                   |
| Lettország (TopHit) Alesso Remix                  | 47                  |
| Lettország (TopHit) David Guetta Remix            | 53                  |
| Libanon (Lebanese Top 20)                         | 4                   |
| Litvánia (AGATA)                                  | 70                  |
| Litvánia (TopHit Airplay)                         | 3                   |
| Luxemburg (Billboard)                             | 11                  |
| Moldova (TopHit)                                  | 92                  |
| Németország (Media Control Charts)                | 14                  |
| Norvégia (VG-lista)                               | 1                   |
| Oroszország (TopHit)                              | 10                  |
| Oroszország (TopHit) David Guetta Remix           | 66                  |
| Portugália (AFP Top 100 Singles)                  | 91                  |
| Románia (TopHit)                                  | 49                  |
| San Marino (SMRRTV Top 50)                        | 23                  |
| Suriname (Nationale Top 40)                       | 31                  |
| Svájc (Schweizer Hitparade)                       | 4                   |
| Svédország (Sverigetopplistan)                    | 1                   |
| Szlovákia (Rádio Top 100)                         | 2                   |
| Szlovákia (Singles Digitál Top 100)               | 29                  |
| Szlovénia (Radiomonitor Slovenia Airplay)         | 1                   |
| Ukrajna (TopHit Airplay)                          | 27                  |
| US Billboard Hot 100                              | 1                   |
| US Adult Contemporary (Billboard)                 | 11                  |
| US Adult Top 40 (Billboard)                       | 1                   |
| US Country Airplay (Billboard)                    | 1                   |
| US Hot Country Songs (Billboard)                  | 1                   |
| US Mainstream Top 40 (Billboard)                  | 1                   |
| US R&B/Hip-Hop Airplay (Billboard)                | 49                  |
| US Rhythmic (Billboard)                           | 3                   |
| Új-Zéland (Recorded Music NZ)                     | 3                   |

## Minősítések
| Régió | Minősítés  | Eladott példányszám |
| --- | ---------- | ------------------- |
| Ausztrália (ARIA) | 2× platina | 140 000‡            |
| Dánia (IFPI Denmark) | platina    | 90 000‡             |
| Egyesült Államok (RIAA)                                                                                                 | 5× platina | 5 000 000‡          |
| Egyesült Királyság (BPI)                                                                                                | 2× platina | 1 200 000‡          |
| Franciaország (SNEP) | arany      | 100 000‡            |
| Olaszország (FIMI) | arany      | 35 000‡             |
| Új-Zéland (RMNZ) | 2× platina | 60 000‡             |
| Streaming |            |                     |
| Svédország (GLF) | platina    | 8 000 000†          |
| ‡ Eladási+streaming példányszámok kizárólag a minősítés alapján. † Csak streaming számok kizárólag a minősítés alapján. |            |                     |